# 이자벨라 스코룹코
이자벨라 도로타 스코룹코(Izabella Dorota Scorupco, 1970년 6월 4일 ~ )는 폴란드의 배우이다.

## 출연 작품
- 007 골든아이
- 버티컬 리미트